# Iztok Puc
Iztok Puc (Slovenj Gradec, 14 settembre 1966 – San Diego, 20 ottobre 2011) è stato un pallamanista croato naturalizzato sloveno, fino al 1991 jugoslavo.

## Palmarès

### Olimpiadi
- 2 medaglie:
  - 1 oro (Atlanta 1996[1])
  - 1 bronzo (Seul 1988[2])

### Mondiali
- 1 medaglia:
  - 1 argento (Islanda 1995[1])

### Europei
- 1 medaglia:
  - 1 bronzo (Portogallo 1994[1])

### Giochi del Mediterraneo
- 1 medaglia:
  - 1 oro (Languedoc-Roussillon 1993[1])